# Адмет
Вижте пояснителната страница за други значения на Адмет.
Адмет е син на Ферес, царя на Фере в Тесалия в древногръцката митология, човек прочут със своето гостоприемство и правосъдие и с героичните си дела, като участник в Калидонския лов и в похода на аргонавтите. Той е баща на Евмел, който води войниците от Фере и Йолк в Троянската война.
В митологията и в драматическите творби на древногръцките трагици, сюжетът за живота на Адмет е свързан преди всичко с историята за връщането от Подземното царство (Аид) на неговата жена Алкестида (Алкеста). Силно влюбената в него царица решава да се пожертва за да остане жив самият Адмет.

## Легенда за Алкестида
Адмет е любимец на бог Аполон и неговият избор на господар, когато Зевс го задължава да проживее известно време като роб на някой смъртен, като част от очищението му от убийството на циклопите или на дракона Делфиний (Питон). Божеството се настанява в дома на царя и става пастир на неговите стада от крави. Благодарение на него те са добре защитени от хищници и болести и се размножават с небивали темпове, но Аполон не се ограничава с това, а се ангажира и въобще с благополучието на Адмет. Затова, когато научава, че господарят му е влюбен в принцеса Алкестида, дъщеря на Пелий от Йолкос (сега - Волос, Гърция), той му помага да я спечели.
Главната пречка пред женитбата им е странното искане на Пелий кандидатът да впрегне заедно в колесница лъв и мечка и така да я докара в града му, но богът успява да подготви возилото, а Адмет - да го управлява, тъй че скоро девойката му е дадена за жена. Обаче по време на сватбеното жертвоприношение, Адмет забравя да спомене богинята Артемида, сестра-близначка на Аполон и сърдитата богиня праща в брачното му ложе змия, като знак че желае скорошната му смърт. Все пак Аполон успява да отложи гибелта му дотолкова, че Алкестида да роди на съпруга си 2 деца, момче и момиче - Евмел и Перимела. Междувременно Аполон убеждава мойрите, когато дойде времето му да умре, вместо тази на Адмет да прекъснат нишката на живота на някой друг, който би се съгласил да си отиде от живота вместо него. Оказва се, че само жена му е способна на това, докато поданиците му и родителите му отказват. Докато тя се разделя с децата си и бавно угасва пред очите му, Адмет започва да си дава сметка, че е сбъркал, като е допуснал изобщо такъв развой на живота си, който сега се очертава да е (дълго)вечен, но и завинаги изпълнен с нещастие и скръб. Но богините на съдбата изпълняват обещанието си и Алкестида умира.
Сцената със смъртта на царицата е описана в пиесата на Еврипид „Алкеста“. Там Танатос, богът на смъртта, взема Алкеста и я отвежда в Подземното царство. След като тя слиза долу, Адмет разбира, че всъщност не иска да живее. Самата Алкестида е положена в гробница и са подхванати дълги погребални церемонии, по време на които Танатос все още витае над трупа й. В това време на гости в двореца идва героят Херкулес, който пътува към страната на племето бистони, за да плени човекоядните кобили на цар Диомед. Той влиза в двубой с Танатос, с убеждението че смъртта на царицата не е все още необратима и излиза прав, защото божеството се съгласява да пусне душата й и тя възкръсва, във вид като че ли не е умирала, след което е заведена при Адмет от героя. Според друга версия, тя е върната сред хората от възмутената от несправедливата ѝ и ненавременна смърт Персефона, владетелката на Подземното царство.

## Рационална трактовка
Според тълкуване на историята на Алкестида и Адмет, в духа на евхемеризма (приписвано на Палефат), тя е свързана с тази за убийството на йолкоския цар Пелий, маскирано като магия. Според тази версия, Алкестида е братовчедка на Адмет и една от дъщерите на Пелий, неволно помогнали на претендента за трона му Язон и на вещицата Медея да го ликвидират. Когато брат й Акаст повежда въстание срещу тях, Алкестида също е един от прицелите на отмъщението му за смъртта на баща им. За да се спаси тя се приютява при влюбения в нея Адмет (за когото може вече и да е била омъжена). Акаст прогонва Язон и Медея в Коринт и обсажда и пленява Адмет, с намерението да го убие. Но Алкестида успява да го отърве, уговаряйки се с брат си да го пусне, ако самата тя се предаде в ръцете му.